# Асьє Мішель-Віктор
Мішель-Віктор Асьє (фр. Michel Victor Acier; 6 серпня 1736, Версаль — 17 лютого 1799, Дрезден) — французький скульптор, який працював у Німеччині в галузі дрібної пластики і вніс помітний вклад у розвиток саксконскої порцеляни. Прадід по матері композитора П. І. Чайковського.
Його нащадки в Росії носили прізвище Асієр і Ассієр.

## Біографія
Мішель Віктор Асьє народився у Версалі в дрібнобуржуазної сім'ї. Це був перший член сім'ї, який став професійним художником. Навчався на скульптора в паризькій Королівській академії, де його вчителем імовірно був Етьєн Фальконе. У 1759 році взяв участь в академічному конкурсі, але Гран-прі не отримав.
У 1764 році уклав 15-річний контракт із саксонською Королівською порцеляновою мануфактурою та переїхав у Дрезден (з 1772 року живе в Мейсені). У Саксонії він вважався головним моделістом мануфактури після Йоганна Йоахіма Кендлера, а зі смертю останнього в 1775 році став єдиним моделістом саксонської порцеляни. Він працював разом з Кендлером в тому числі над кількома російськими замовленнями, в тому числі над сервізом графа Григорія Орлова (1770), над композицією, що зображає тріумф П. А. Румянцева-Задунайського, а також над «Великим російським замовленням» Катерини II (між 1772 та 1775 рр., відомий також як «Оранієнбаумська серія») — композицією з 40 груп і фігур для оздоблення одного з павільйонів Оранієнбаумського палацу. Під керівництвом Асьє в 1776 році була зроблена і статуетка улюбленої собачки Катерини Лізетти.
У 1779 році термін контракту закінчився, і Асьє став жити на пенсію, яку він згідно з умовами контракту мав отримувати по його закінчення. Його прохання про прийняття в саксонську Академію образотворчих мистецтв у 1780 році була відхилена.
Незабаром після цього Асьє переїжджає в Пруссію до двору Фрідріха II, де 1783 року створює барельєф із зображенням загибелі в бою фельдмаршала фон Шверін, встановлений у Борау (Сілезія). У 1786 році стає членом Берлінської академії мистецтв. В останні роки з невідомих причин Асьє припинив творчу діяльність. З Пруссії він повернувся до Саксонії та помер у Дрездені.

## Творчість
Асьє працював у стилі, перехідному від рококо до класицизму, відомому як стиль Людовика XVI. Він перший привніс у саксонську порцеляну вивезені з Франції класицистичні мотиви, і графиня Поліна фон Шпеє називає його «піонером класицизму в Мейсені». Починаючи зі скульптури «Хороша мати» (1774) вводить у свої твори мотиви сентименталізму та буржуазних чеснот, очевидно, під впливом картин Жана Батіста Грьоза. Його фігурки, на відміну від більш ранніх зразків, одягнені в костюми свого часу. Ставлення до творчості Асьє серед фахівців в основному негативне, що пояснюється не стільки оцінкою його особистих талантів, скільки загальним негативним ставленням до духу міщанського сентименталізму та раціоналізму, який Асьє привніс в мейссенську порцеляну у відповідності зі смаками епохи. Втім, останнім часом з'явилися і більш збалансовані оцінки. Він найбільш відомий своїми фігурками дітей.

## Родина
Асьє одружився в Саксонії на Марії Христині Елеонорі Віттіг (1746/47—1811), і у них було шестеро дітей:
- Марія Терезія Ігнатія (1768—1830)
- Йоганн Баптист Карл Віктор Ігнатій (1771 — ?)
- Йоганн Християн Віктор (1773 — ?)
- Марія Софія Серпня Амалія (1775 — після 1820)
- Міхаель Гайнрих Максиміліан (1778—1830)
- Генрієтта Марія Жозефа (1781—1782)

Міхаель Гайнрих Максиміліан у 1795 році приїхав до Росії в якості вчителя німецької та французької мови в Артилерійському і Інженерному шляхетському кадетському корпусі, в 1800 році прийняв російське підданство і став зватися Андрій Михайлович Ассієр. Згодом служив митним чиновником у Міністерстві фінансів, дослужився до чину дійсного статського радника. Мав семеро дітей від двох шлюбів, у тому числі (від першого шлюбу з дочкою диякона Катериною Михайлівною Попової) дочку Олександру (1812—1854), яка вийшла заміж за інженера Іллю Петровича Чайковського і стала матір'ю композитора Чайковського.